# Кастельфранко-ин-Мискано
Кастельфра́нко-ин-Миска́но (итал. Castelfranco in Miscano) — коммуна в Италии, располагается в регионе Кампания, в провинции Беневенто.
Население коммуны составляет, на 01.01.2023 года, 794 человека, плотность населения ─ 18,30 чел./км². Занимает площадь 43,40 км². Почтовый индекс — 82022. Телефонный код — 0824.
Покровителем коммуны почитается святой Иоанн Креститель, празднование 24 июня.

## Демография
Динамика населения:

## Администрация коммуны
- Официальный сайт: http://www.comune.castelfrancoinmiscano.bn.it